# Rocking Yaset
Rocking Yaset es el seudónimo utilizado por Jean-François Michel , un escritor, poeta, performer, articulista y escultor francés, nacido en Cherburgo en 1948.
Antiguo miembro de los diarios anarquistas Actual-Hebdo y Actuel; fundó en 1967 el diario anarquista Le Quetton.